# Pygoscelis Point
Der Pygoscelis Point ist eine eisfreie Landspitze im Südosten von Elephant Island im Archipel der Südlichen Shetlandinseln. Sie liegt zwischen dem Muckle Bluff und dem Walker Point sowie südlich des Bergs The Cornet.
Das UK Antarctic Place-Names Committee benannte sie 2015 nach dem Zügelpinguin (Pygoscelis antarcticus).